# Ljubešćica
Ljubešćica es un municipio de Croacia en el condado de Varaždin.

## Geografía
Se encuentra a una altitud de 204 m s. n. m. a 70 km de la capital nacional, Zagreb.

## Demografía
En el censo 2011, el total de población del municipio fue de 1858 habitantes, distribuidos en las siguientes localidades:
- Kapela Kalnička - 265
- Ljubelj - 63
- Ljubelj Kalnički - 144
- Ljubešćica - 1 264
- Rakovec - 123

| Gráfica de población de Ljubešćica 1857-2011                        |
|                                                                     |
| Según los censos de población de la oficina estadística de Croacia. |